# Helichrysum sp. nov. C
Helichrysum sp. nov. C là một loài thực vật có hoa thuộc họ Asteraceae.
Loài này chỉ có ở Yemen.
Môi trường sống tự nhiên của chúng là vùng nhiều đá.
Chúng hiện đang bị đe dọa vì mất môi trường sống.